# Chulan Tschuluuny
Chulan Tschuluuny (mongolisch Чулууны Хулан, ᠴᠢᠯᠠᠭᠤᠨ ᠤ ᠬᠤᠯᠠᠨ; * 30. Mai 1985 in Charchorin) ist eine mongolische Filmschauspielerin und Regieassistentin. Sie erlangte 2007 internationale Aufmerksamkeit bei dem russischen Film Der Mongole.

## Karriere
Als Tschuluuny 2006 Studentin war und wollte sie sich an einer Militärschule einschreiben. Als sie in der chinesischen Botschaft in Ulaanbaatar in einer Visumverlängerung Warteschlange stand, wurde Tschuluuny von Gulshat Omarova für den Film Der Mongole entdeckt. Bodrov und Omarova wollten im Film die Frau von Dschingis Khan besetzen, aber zwei Wochen vor den Dreharbeiten waren sie sich über die Wahl von Chuluun nicht sicher. Nach einem Treffen mit ihr beschloss Bodrov, ein Risiko für die Darstellerin einzugehen und sie wurde anschließend für die Rolle von Börte besetzt.
2009 war sie Regieassistentin im Film Lave (Лавэ). Danach führte sie ihre Arbeit 2012 in den Filmen Unter Bestien – Der alte Mann und die Wölfe (Шал) und Mech Pobedy (Меч Победы) weiter. Anschließend spielte sie in The Kazakh Khanate in der Hauptrolle.

## Privates
Khulan lernte Naryn Igilik am Set von Der Mongole kennen. Später heiratete das Paar im Rahmen der Premierenfeier des Films in Kasachstan. Sie und ihr Mann leben jetzt in Kasachstan in der Nähe von Almaty.

## Filmografie
Filme
- 2007: Der Mongole
- 2009: Lave (Лавэ)
- 2012: Unter Bestien – Der alte Mann und die Wölfe
- 2012: Mech Pobedy (Меч Победы)
- 2019: Qazaq Handiģy: Altyn Taq

Fernsehserien
- 2017: Kazakh Khanate (Казак ели)
- 2018: Epic Warrior Woman